# Sarah Willms
Sarah Willms (* 20. Mai 1992 in Friesoythe) ist eine deutsche Fußballschiedsrichterin. Sie steht seit 2012 als Schiedsrichterin beim Deutschen Fußball-Bund (DFB) unter Vertrag und kommt in der 2. Frauen-Bundesliga sowie als Vierte Offizielle in der Frauen-Bundesliga zum Einsatz. Sarah Willms ist Mitglied des FC Sedelsberg.

## Schiedsrichterkarriere
Sarah Willms begann ihre Schiedsrichterlaufbahn im Jahr 2006 und steht seit 2012 auf der DFB-Liste. Ihr Debüt als DFB-Schiedsrichterin gab Sarah Willms am 3. September 2017 bei der Zweitligabegegnung zwischen dem SV Henstedt-Ulzburg und Borussia Mönchengladbach. Sie wird vor allem im Bereich des Frauenfußballs eingesetzt.
Laut dem DFB-Datencenter kam sie bis März 2025 unter anderem in folgenden Wettbewerben zum Einsatz:
- 45 Spiele als Hauptschiedsrichterin in der 2. Frauen-Bundesliga
- 47 Spiele als Schiedsrichterassistentin in der 2. Frauen-Bundesliga
- 14 Spiele als Vierte Offizielle in der Frauen-Bundesliga
- 35 Spiele als Schiedsrichterassistentin in der Frauen-Bundesliga
- 3 Spiele als Hauptschiedsrichterin im DFB-Pokal der Frauen
- 7 Spiele als Schiedsrichterassistentin im DFB-Pokal der Frauen
- Einsätze in der Frauen-Regionalliga sowie in Herrenligen des Niedersächsischen Fußballverbandes (NFV)

Bis einschließlich 2024 war Willms als Schiedsrichterassistentin in der Frauen-Bundesliga aktiv, unter anderem an der Seite von Susann Kunkel. Seit Einführung der Assistentenspezialisierung im Frauenbereich durch den DFB wird sie dort ausschließlich als Vierte Offizielle eingesetzt.

## Verbandsarbeit
Willms ist stellvertretende Kreisschiedsrichterlehrwartin im NFV-Kreis Cloppenburg und engagiert sich in der Aus- und Fortbildung des Schiedsrichternachwuchses.

## Beruf
Sarah Willms ist Polizeioberkommissarin und Beamtin des Landes Niedersachsen. Sie kombiniert ihren Beruf im öffentlichen Dienst mit ihrer Tätigkeit im Sport.

## Medienauftritte
Im Jahr 2018 trat sie in der Spezialausgabe „Fußball“ der Quizsendung Wer wird Millionär? auf.
Zudem wirkte sie als Schiedsrichterin in der Unterhaltungssendung Deutsche Luftballonmeisterschaft mit. In der Spielshow, in der Ballons möglichst lange in der Luft gehalten werden müssen, war sie Teil des offiziellen Schiedsrichterteams.

## Vereinszugehörigkeit
Sarah Willms ist aktives Mitglied des FC Sedelsberg.